# Nouveau Christianisme
Nouveau christianisme - Dialogues entre un curateur et un innovateur é o título da última obra publicada por Claude-Henri de Rouvroy, Conde de Saint-Simon, emAbril de 1825, pouco antes de sua morte. É uma obra inacabada que contém os fundamentos da doutrina de Saint-Simon.

## Uma religião sem Deus
A expressão "Novo Cristianismo" não deve, entretanto, abusar do significado do termo. A religião Saint-Simoniana, ou Saint-Simonism, é na verdade uma religião natural, fundada na crença de que a lei da gravidade é o fundamento de todas as coisas. É, portanto, uma filosofia baseada em uma forma de pensamento racionalista. O adjetivo “novo” refere-se à necessidade de renovação religiosa que o próprio Saint-Simon defendia. Ele realmente teria declarado em seu leito de morte:
“Nosso último trabalho será o último compreendido. O sistema católico estava em conflito com o sistema da ciência e da indústria modernas, portanto, sua queda era inevitável. Ela se dá, e essa queda é o sinal de uma nova crença que vai preencher o vazio de entusiasmo que a crítica deixou nas almas."
A filosofia de Saint-Simon é, portanto, uma religião natural, um socialismo utópico ou uma ideologia. A religião de que fala Saint-Simon é uma religião sem um deus tradicionalista, vista como herege, uma ideologia espiritual, social, racionalista e científica. O novo cristianismo é na verdade um sistema deísta (gravitação universal deificada) que visa melhorar a existência da classe mais pobre.

## Influência
No contexto pós-revolucionário, as ideias racionalistas de Saint-Simon influenciaram Auguste Comte, quando ele foi secretário particular de Saint-Simon de 1817 a 1824. Auguste Comte, que foi educado na École Polytechnique e Augustin Thierry estiveram presentes no funeral de Saint-Simon em 22 de maio de 1825.

## O livro
- Henri de Saint-Simon, Dialogues entre un conservateur et un novateur – Premier dialogue, Paris, Bossange Père, A. Sautelet et Cie,1825, 91 p.